# Пјамбоски (Савона)
Пјамбоски је насеље у Италији у округу Савона, региону Лигурија.
Према процени из 2011. у насељу је живело 219 становника. Насеље се налази на надморској висини од 60 м.